# Анастасія Саєнко-Романова
Анастасія Іванівна Саєнко-Романова, також Анастасія Дж. Романова (1905, Польща? — після 1979, США) — американська дослідниця ембріології птахів.
Народилася 1905 року, за власними словами під час переїзду до США у 1920-ті роки — на території Польщі. Імовірно, була небогою директора Китайсько-Східної залізниці. У 1923 році навчалася на медичному факультеті Томського університету. Потім емігрувала до США. 1928 року закінчила Пенсільванський університет. Того ж року одружилася з російським емігрантом Олексієм Романовим, який тоді ж здобув ступінь доктора філософії з ембріології в Корнелльському університеті. Разом з ним досліджувала яйця та ембріони птахів.
Співавторка двох відомих у галузі монографій:
- Яйце птахів — Avian Egg (1949)
- Ембріон птахів — The Avian Embryo (1960)

## Інші праці
- ALEXIS L. ROMANOFF and ANASTASIA J. ROMANOFF. CHANGES IN pH OF ALBUMEN AND YOLK IN THE COURSE OF EMBRYONIC DEVELOPMENT UNDER NATURAL AND ARTIFICIAL INCUBATION. The Biological Bulletin 1929 57:5, 300—306